# Bonny Lammers
Bonny Lammers (Tiel, 19 december 2003) is een voetbalspeelster uit Nederland. Ze speelt als aanvaller voor De Graafschap en het Arubaanse nationale team.

## Clubcarrière
Lammers voetbalde in haar jeugdjaren voor RKTVC in Tiel. Later kwam ze uit voor SteDoCo en Unitas '28. Tevens was ze zaalvoetbalster in de Eredivisie voor ZVG. Ook maakte Lammers onderdeel uit van Sparta Rotterdam.
In de zomer van 2023 tekende Lammers een contract bij Excelsior Rotterdam.
Op 8 september 2023 maakt Lammers haar debuut in de Vrouwen Eredivisie voor Excelsior door in basis te starten in een uitduel tegen AZ. Lammers verlengde op 29 juni 2024 haar contract tot medio 2025.
In mei 2025 tekende Lammers een contract bij De Graafschap, actief in de Vrouwen Eerste divisie.

## Statistieken
| Seizoen | Club                | Land      | Competitie     | Wedstrijden | Doelpunten |
| ------- | ------------------- | --------- | -------------- | ----------- | ---------- |
| 2023/24 | Excelsior Rotterdam | Nederland | Eredivisie     | 11          | 0          |
| 2024/25 | Excelsior Rotterdam | Nederland | Eredivisie     | 19          | 0          |
| 2025/25 | De Graafschap       | Nederland | Eerste divisie | 0           | 0          |
| Totaal  | Totaal              | Totaal    | Totaal         | 30          | 0          |

Laatste update: 4 augustus 2025

## Interlandcarrière
Lammers is international van Aruba.